# Unterlangensee

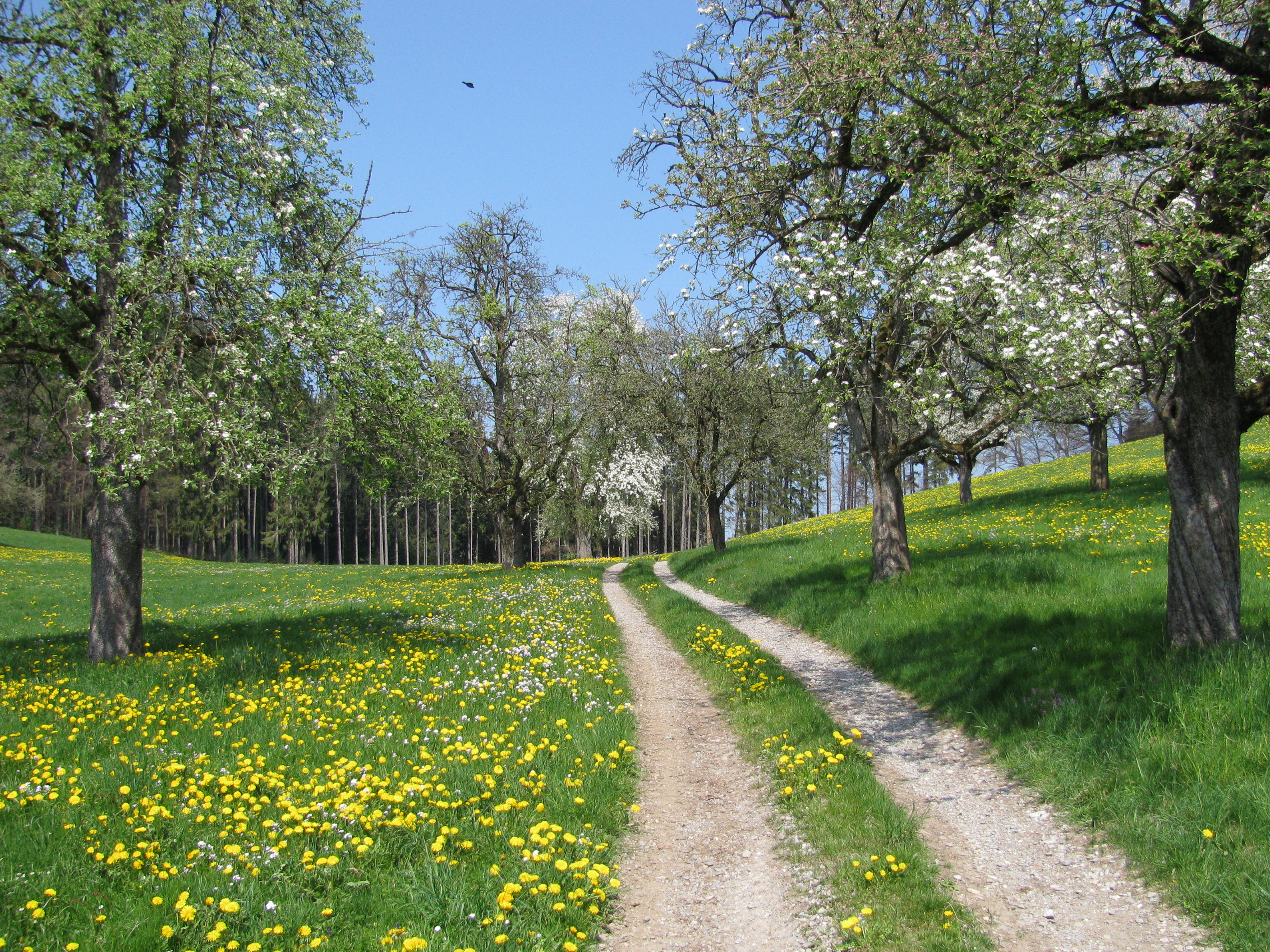
Der Jubiläumsweg Bodenseekreis Richtung Neukirch

Unterlangensee ist ein Weiler, der zur baden-württembergischen Gemeinde Neukirch im Bodenseekreis gehört.

## Lage
Der Weiler Unterlangensee liegt etwa 1,6 Kilometer südwestlich der Neukircher Ortsmitte auf einer Höhe von 564 m ü. NN, zwischen den ebenfalls zu Neukirch gehörenden Weilern Sackweiher und Wildpoltsweiler. Im Süden grenzt Unterlangensee an das Naturschutzgebiet Kreuzweiher-Langensee.

## Geschichte
Die 1846 durch den Flunauer Bürgermeister Johann Straub erbaute „Hofstelle 7“ diente als Wohnhaus, Rathaus und Käserei der Gemeinde Flunau.

## Verkehr
Unterlangensee ist nicht in das öffentliche Nahverkehrsnetz des Bodensee-Oberschwaben Verkehrsverbunds (bodo) eingebunden. Die nächsten Haltestellen befinden sich in Wildpoltweiler und Oberlangensee.
Durch Unterlangensee verlaufen mehrere von der Gemeinde Neukirch ausgewiesene Wanderwege sowie die erste Etappe des Jubiläumswegs Bodenseekreis. Sie führt vom Kressbronner Bahnhof zur Neukircher Ortsmitte.